# 拉什維爾 (印地安納州)
拉什維爾（英語：Rushville）是一個位於美國印地安納州拉什縣的城市。根據2010年美國人口普查，該地人口為6,341人，而該地的面積約為8.01平方千米。同時該地也是拉什縣的縣治。

## 地理
拉什維爾的座標為39°36′52″N 85°26′55″W / 39.61444°N 85.44861°W，而該地的平均海拔高度為292米（即958英尺）。